# Marea Beaufort
Marea Beaufort mare din Oceanul Arctic, cel mai rece ocean al lumii,  este situată în nord-vestul Americii de Nord, la vest de insulele Banks și Victoria și rămâne ascunsă sub un strat de gheață gros de un metru timp de opt luni pe an. Numai vara vasele pot efectua traversarea din Oceanul Atlantic în Oceanul Pacific, pe scurtătura pe care o oferă Marea Beaufort, urmărind coastele Canadei și al Alaskăi. Marea Beaufort este considerată una dintre cele mai friguroase regiuni din lume. La sud, este delimitată de pustiurile vaste și aspre ale Canadei și ale Alaskăi. 

Marea își datorează denumirea amiralului englez Sir Francis Beaufort, care a observat forțele eoliene și a inventat scala care îi poartă numele și care măsoară intensitatea vântului.

## Istorie
După descoperirea Americii, navigatorii și exploratorii au început să caute o alternativă pentru Capul Horn din sudul Americii de Sud, care trezea groaza printre marinari. Ideea circumnavigării continentului pe la nord a rămas multă vreme un simplu vis. Robert McClure a reușit acest lucru în anii '50 ai secolului XIX, în fruntea unei expediții plecată în căutarea lui John Franklin, dispărut cu câțiva ani înainte. El a ajuns prin Strâmtoarea Bering la Insulele Banks, de unde a continuat călătoria cu săniile, mai departe spre est.
În anul 1903, cercetătorul și exploratorul norvegian Roald Amundsen (cuceritorul de mai târziu al Polului Nord) a pornit într-o călătorie de-a lungul coastelor nordice ale Canadei și Alaskăi. El a devenit astfel primul om care a reușit să traverseze drumul Maritim de Nord-Vest pe toată lungimea sa, plutind pe un singur vas. Între anii 1903 - 1906, el a străbătut aceste ape pe un iaht mic cu motor numit"Gjøa", din Oceanul Atlantic până la Strâmtoarea Bering.
Adevăratul descoperitor al Mării Beaufort a fost Vilhjalmur Stefansson,un american de origine islandeză, care în anii '20 a cercetat viața eschimoșilor de pe țărmurile acesteia.

## Geografie
Marea Beaufort este întinsă și puțin adâncă, din ea se ridică puține insule. Unicul golf din marea Beaufort, care se întinde între insulele Banks și teritoriile de Nord-Vest, a primit numele de Roald Amundsen.

Cel mai mare fluviu, care se varsă în marea Beaufort, este Mackenzie, cu izvorul în Marele Lac al Sclavilor. Sistemul său  fluvial este considerat al doilea ca mărime din Statele Unite, după sistemul Mississippi- Missouri.

## Climă
Clima este polară. Temperatura apei se menține aproape de 0 °C tot timpul anului. Temperatura medie atinge -28 °C în luna ianuarie și +4 °C în luna iulie.

## Economie
Marea Beaufort este bogată în zăcăminte de petrol și de gaze naturale. Condițile extreme de climă complică exploatarea acestor resurse extrem de bogate. Insula Herschel a fost în secolul al XIX-lea un important centru al vânătorii de balene. Deși în ziua de astăzi aceste animale , cele mai mari din lume, pot fi rareori întâlnite, pescuitul continuă să reprezinte, alături de extracția de petrol, baza economiei acestei regiuni slab populate din America. Populația din cele mai mari așezări de pe malul mării, precum Barrow de pe promontoriul cu același nume (partea vestică a mării Beaufort sau Sachs Harbour (unica localitate de pe Insulele Banks), rar depășește o mie de locuitori. Nici măcar stimulentele economice puternice, precum scutirea de impozite pe venit și credite fără dobândă pentru ce care doresc să-și construiască o casă în aceste regiuni aspre nu au schimbat simțitor situația deocamdată.